# Abtwil
Abtwil es una comuna suiza del cantón de Argovia, situada en el distrito de Muri. Limita al norte, este y sureste con la comuna de Sins, y al suroeste y oeste con Hohenrain (LU).

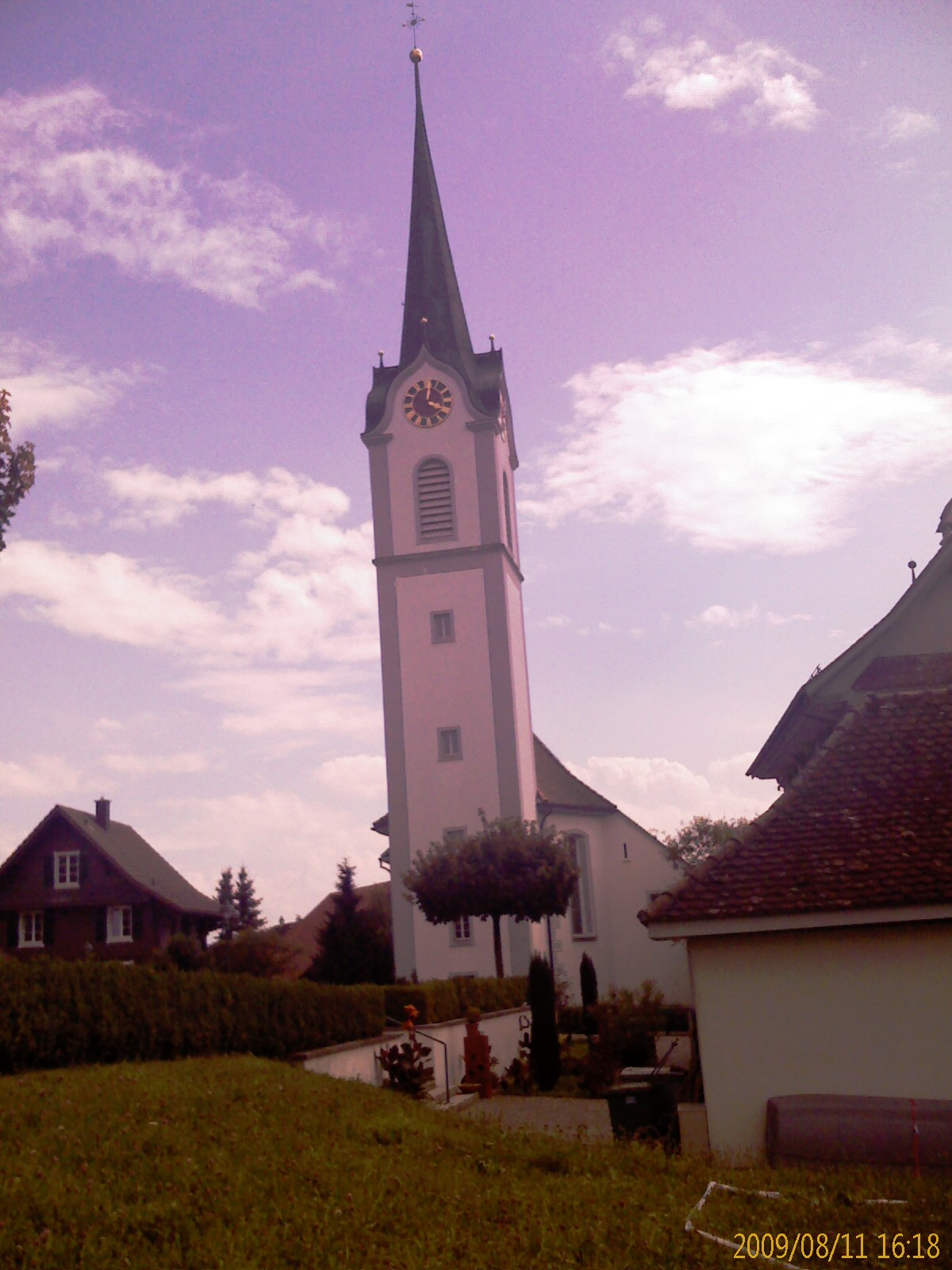
Iglesia de Abtwil.